# Motru
Motru é uma cidade da Roménia com 25.860 habitantes, localizada no judeţ (distrito) de Gorj.